# Arianta arbustorum
Arianta arbustorum (Linnaeus, 1758) è un mollusco gasteropode terrestre della famiglia Helicidae.

## Descrizione

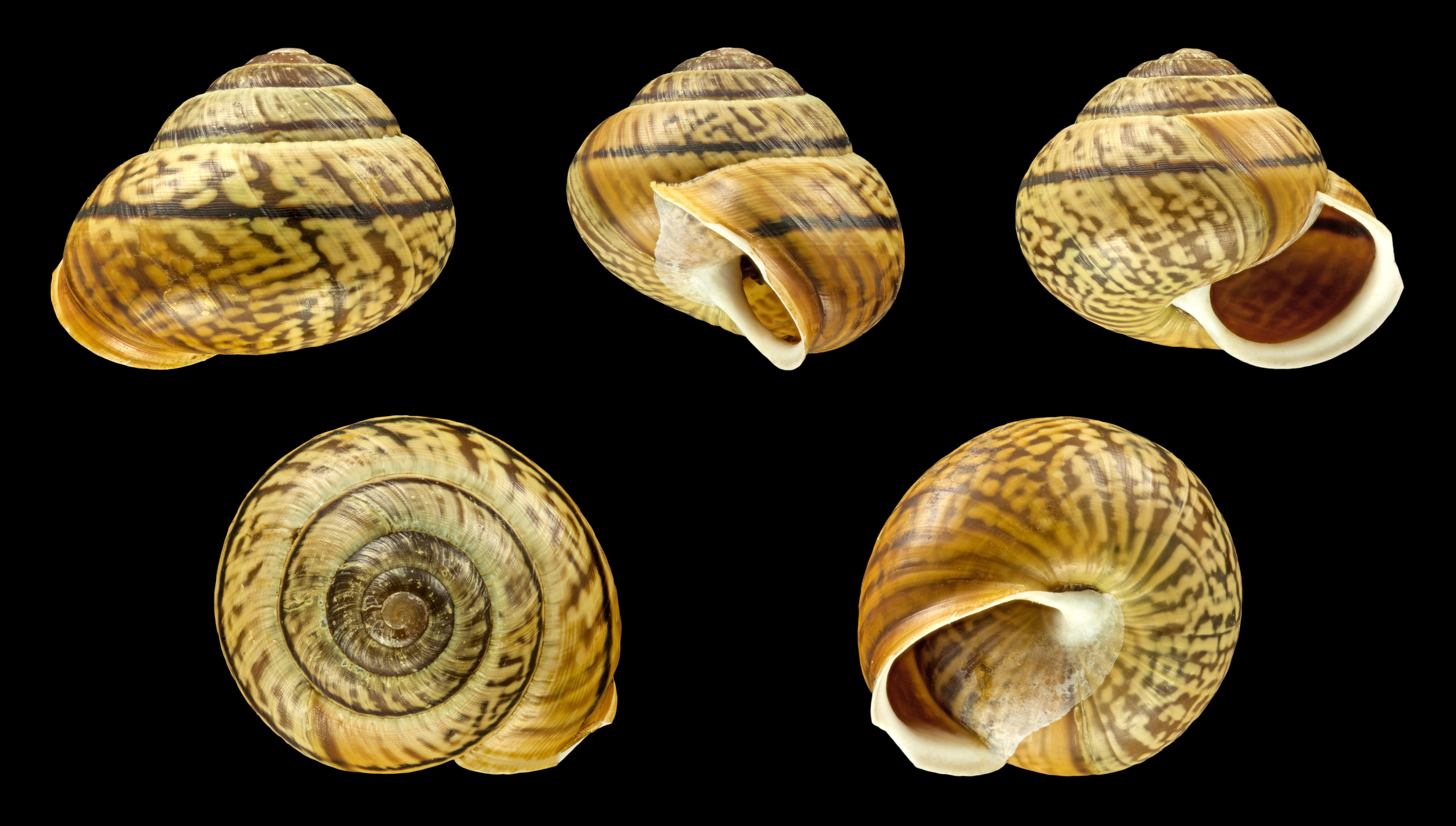
Arianta arbustorum alpicola

La conchiglia è di forma globulare e misura 18–25 mm di diametro e 12–22 mm di altezza .
La colorazione è estremamente variabile, dal beige chiaro al marrone scuro, con pattern tipici delle differenti sottospecie . Nelle popolazioni alpine tendono a prevalere le forme con conchiglia chiara .
 Il peristoma è biancastro e l'ombelico quasi completamente chiuso.

## Biologia

### Alimentazione
Ha abitudini onnivore: si nutre di materia vegetale fresca, ma anche di piccoli animali morti e di feci .

### Riproduzione

Sezione trasversa e visione laterale di un dardo di A. arbustorum

È una specie ermafrodita, capace di autofecondazione. Raggiunge la maturità sessuale a 2-4 anni .

L'accoppiamento è preceduto da un complesso rituale di corteggiamento, che può durare anche alcune ore e che culmina con la emissione ed il lancio, verso il partner, di un dardo calcareo. Studi compiuti su altre specie della stessa famiglia associano l'utilizzo dei dardi allo scambio di sostanze mucose in grado di aumentare il successo riproduttivo .

La aspettativa di vita massima è di 14 anni .

## Distribuzione e habitat

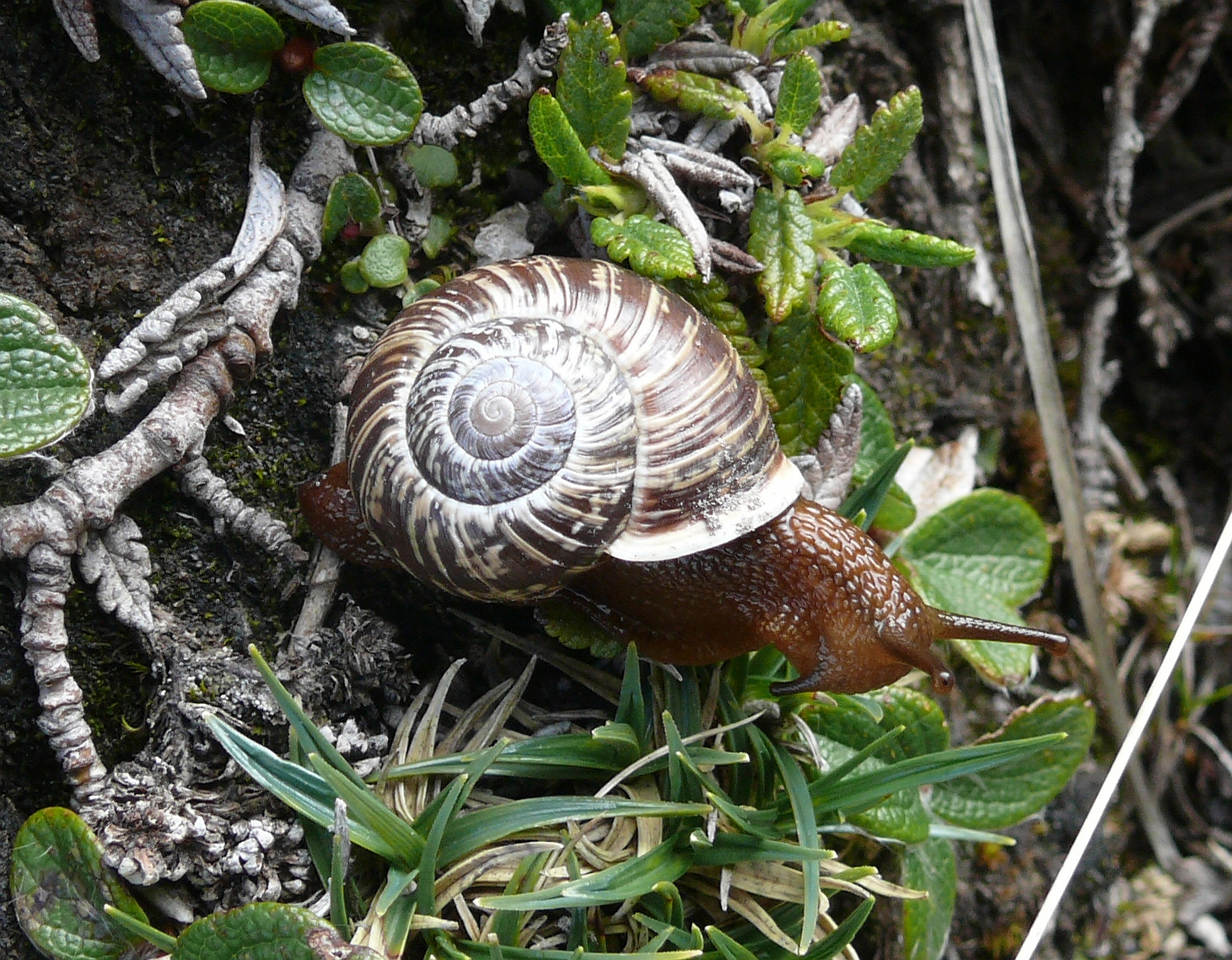

A. arbustorum è diffusa in Europa nord-occidentale e centrale, dai Pirenei ai Carpazi .
In Italia la sua presenza è limitata alle Alpi.
Popola vari habitat, dalle foreste montane agli ambienti aperti purché molto umidi. In Europa del nord la si può osservare anche in contesti antropizzati. Predilige i substrati calcarei. Sulle Alpi la si osserva sino a 2700 m di altitudine.

## Tassonomia
Ne sono state descritte diverse sottospecie:
- Arianta arbustorum alpicola  Férussac, 1821
- Arianta arbustorum arbustorum
- Arianta arbustorum canigonensis
- Arianta arbustorum picea
- Arianta arbustorum pseudorudis
- Arianta arbustorum repellini
- Arianta arbustorum styriaca
- Arianta arbustorum vareliensis